# Piscuri
Piscuri – wieś w Rumunii, w okręgu Gorj, w gminie Plopșoru. W 2011 roku liczyła 926 mieszkańców.